# ブランシュ・ド・ヴァロワ
ブランシュ・ド・ヴァロワ（仏：Blanche de Valois, 1316年頃 - 1348年8月1日）は、ローマ皇帝およびボヘミア王カール4世の最初の妃。ドイツ名およびチェコ名はブランカ (Blanca, Blanka)。ヴァロワ家の祖ヴァロワ伯シャルルと3番目の妻マオー・ド・シャティヨンの娘で、フランス王フィリップ6世の異母妹。

## 生涯
1329年、当時パリの宮廷で養育されていたカール4世と結婚した。夫カールは1331年以降イタリア経略を父ヨハンより任され、しばらく別居状態が続いた。1334年、カールはプラハに帰還し、当時ルクセンブルクにいたブランシュをプラハに呼び寄せた。2人の間には2女が生まれた。
- マルガレーテ（1335年 - 1349年） - ハンガリー王（のちにポーランド王を兼ねた）ラヨシュ1世と結婚[3]
- カタリーナ（1342年 - 1395年） - オーストリア公ルドルフ4世と結婚[4]、のちバイエルン公およびブランデンブルク選帝侯オットー5世と再婚。

カールは1346年にドイツ対立王となり、引き続き同年にボヘミア王位を継承、さらに翌1347年には単独のローマ王となった。ブランシュは1348年に死去した。